# نورة برة
نورة برة (بالفرنسية: Nora Berra)‏ هي عضو في البرلمان الأوروبي الدي يمثل جنوب شرق فرنسا للاتحاد من اجل الحركة الشعبية. من مواليد 21 يناير عام 1963 في مدينة ليون الفرنسية أصولها جزائرية من مدينة المسيلة. عُينت في 23 يونيو 2009 وزيرةً للدولة لشؤون المسنين.